# Vulture (sitio web)
Vulture es un sitio web de noticias de entretenimiento estadounidense. Es la sección independiente de cultura pop de la revista New York.

## Historia
Vulture debutó en abril de 2007 como un blog de entretenimiento en NYMag.com, el sitio web de la revista New York. Melissa Maerz y Dan Kois fueron los editores fundadores. El enfoque inicial fueron noticias de televisión y cine, especialmente resúmenes de episodios de televisión recientes. Con el tiempo, se expandió para publicar noticias y críticas en otras áreas de alta y baja cultura, como música, libros, comedia y podcasts.
En el proceso de escisión de New York, el sitio web de Vulture fue rediseñado en 2010 a partir de un formato de blog para parecerse más a una revista en línea «completa». Vulture se trasladó a una URL independiente, Vulture.com, en febrero de 2012.
El primer Vulture Festival, un evento anual de dos días con celebridades de varios campos de la cultura pop, tuvo lugar en la ciudad de Nueva York en 2014.
La empresa matriz de Vulture, New York Media, compró el sitio de noticias de comedia Splitsider de Awl Network en 2018 e incorporó parte de su cobertura y personal a Vulture.
Vulture se convirtió en propiedad de Vox Media cuando Vox adquirió New York Media en septiembre de 2019.

## Jefes de redacción
Personas que han ocupado el título de director editorial (redactores jefe):
- Josh Wolk (2009-2014)[11][12]
- Gilbert Cruz (2014-2015)[13][14]
- Neil Janowitz (2015-presente)[13]